# 山田紫
山田紫（日语：やまだ紫，1948年9月5日—2009年5月5日），日本漫畫家、散文作家，京都精華大學漫畫學部專任教授，本名山田三津子，婚後改姓白取，是成年女性向漫畫的先驅。

## 經歷
東京都世田谷區出身。1969年於《COM》5月號出道。1972年以〈風の吹く頃〉獲得Big Comic賞佳作。
2006年開始在京都精華大學漫畫學部故事漫畫學科擔任專任教授。
2009年5月5日因腦溢血去世，享壽62歲。